# Novelty (Schiff)
Die Novelty war das erste propellerangetriebene Handelsschiff.

## Einzelheiten
Im Winter 1837 wurde die Novelty in England in Dienst gestellt. Sie hatte als Antrieb eine Dampfmaschine von 10 PSi. Das Schiff bediente die beiden Häfen Manchester und London im festen Liniendienst. Mit den beiden gegenläufigen Ericsson-Propellern von 0,76 Meter Durchmesser erzielte sie eine Geschwindigkeit von 8 bis 9 Knoten.